# Círculo de Kati
El círculo de Kati es una colectividad territorial dentro de la Región de Kulikoró, Malí. Su población es de 948.128 habitantes (2009).
Está formado por 37 comunas: 

## Comunas con población en abril de 2009
- Baguinéda-Camp 51,821
- Bancoumana 23,577
- Bossofala 16,898
- Bougoula 10,781
- Daban 11,159
- Diago 9,412
- Dialakoroba 22,835
- Dialakorodji 47,486
- Diédougou 10,512
- Dio-Gare 12,742
- Dogodouman 11,784
- Dombila13,452
- Doubabougou 9,855
- Faraba 12,357
- Kalabancoro 161,882
- Kalifabougou 11,621
- Kambila 15,365
- Kati 84,500
- Kourouba 5,829
- Mandé 57,349
- Moribabougou 27,059
- Mountougoula 16,228
- N'Gabacoro 18,263
- N'Gouraba 17,695
- Niagadina 10,442
- Nioumamakana 8,426
- N'Tjiba 21,792
- Ouélessébougou 50,039
- Safo 14,681
- Sanankoroba37,361
- Sanankoro Djitoumou 13,327
- Sangarébougou 47,192
- Siby 24,255
- Sobra 9,804
- Tiakadougou-Dialakoro 7,698
- Tiélé 18,494
- Yélékébougou 12,780

- Datos: Q908462